# 闾河乡
闾河乡，是中华人民共和国河南省驻马店市正阳县下辖的一个乡镇级行政单位。

## 行政区划
闾河乡下辖以下地区：
吕河村、河湾村、席庄村、大杨村、商庄村、杨店村、彭围孜村、夏庄村、黄山村、胡庄村、大吴村、新寺村、朱腰村、大高村、邱店村和猪场村。